# Lennox Sharpe

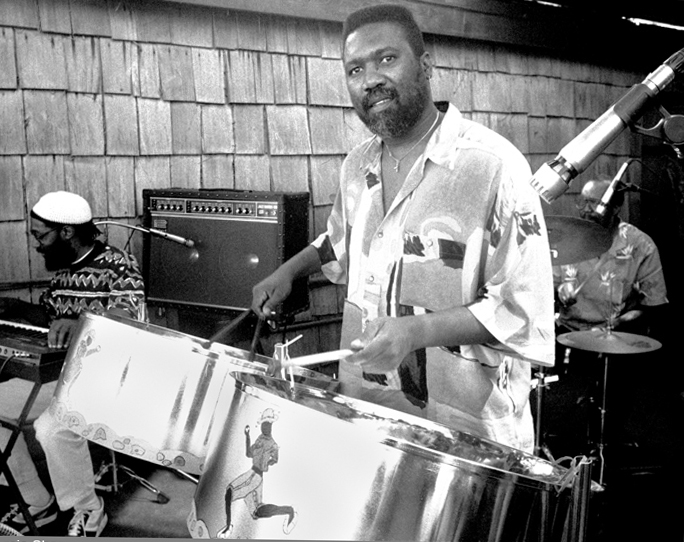
Lennox Sharpe in den 1980er-Jahren

Lennox „Boogsie“ Sharpe (* 28. Oktober 1953 in Port of Spain) ist ein trinidadischer Komponist, Arrangeur und Steel-Pan-Musiker.

## Leben
Lennox Sharpe wuchs in Woodbrook, einem Stadtteil von Port of Spain, auf. Schon als Kind spielte er in den Steelbands Crossfire und Symphonettes, als Jugendlicher dann im Invaders Steel Orchestra und in Starlift, die 1969 mit einem Titel von Lord Kitchener den renommierten Panorama-Wettbewerb gewannen.
1972 gründete er zusammen mit fünf anderen Perkussionisten die Steelband Phase II Pan Groove, welche als eine der besten Steelbands Trinidads gilt und den Panorama-Wettbewerb sieben Mal gewann, davon vier Mal mit einem von Sharpe komponierten Titel.

## Rezeption
Das pankaribische Kulturmagazin Caribbean Beat stellte heraus, dass Sharpe zu einer kleinen Gruppe von Komponisten und Arrangeuren gehöre, die in der wettbewerbsfokussierten Steelband-Szene nicht auf bewährte und erfolgversprechende Rezepte setzten, sondern Experimente und Innovation in den Fokus stellten, was ihn zu einem „Superstar der zweiten Generation der Panspieler“ mache. Der US-Jazzmusiker Andy Narell bezeichnete Sharpes Band Phase II 1985 als „Speerspitze der Steelband-Musik“.
1987 wurde Sharpe die Hummingbird Medal in Silber verliehen. Er erhielt überdies den Ehrendoktortitel der University of the West Indies. Außerdem ist Sharpe seit dem Jahr 2000 offizieller Kulturbotschafter von Trinidad und Tobago.

## Panorama
Titelgewinne mit Phase II Steel Orchestra:
| Jahr | Lied                  |
| ---- | --------------------- |
| 1987 | This Feelin' Nice     |
| 1988 | Woman is Boss         |
| 2005 | Trini Gone Wild       |
| 2006 | This One's 4u Bradley |
| 2008 | Musical Vengeance     |
| 2013 | More Love             |
| 2014 | Jump High             |